# Rabigh
Rabigh (arabisch رابغ, DMG Rābiġ) ist eine Stadt in der Provinz Mekka des Königreichs Saudi-Arabien. Sie liegt an der Küste des Roten Meeres, etwa 208 km nordwestlich von Mekka in der historischen Region Hedschas. Die Stadt entstand vor dem Aufkommen des Islam im 7. Jahrhundert und war bis zum 17. Jahrhundert als al-Dschuhfa (arabisch الجحفة, DMG al-Ǧuḥfa; auch al-Johfah oder al-Juhfah) bekannt.
Aufgrund ihrer günstigen strategischen Lage an der Westküste des Landes erfuhr die Stadt im 20. Jahrhundert einen erneuten Aufschwung und wurde der Standort zahlreicher ambitionierter Projekte der Regierung. In Rabigh befindet sich heute ein großer petrochemischer Komplex, welcher von dem Unternehmen Petro Rabigh betrieben wird, sowie ein Campus der König-Abdullah-Universität für Wissenschaft und Technologie. In unmittelbarer Nähe befindet sich die King Abdullah Economic City.

## Geschichte
Die Stadt lag einst an den vorislamischen Karawanenrouten zwischen Jemen und der Levante. Vor der Entdeckung von Öl bildete der Handel und der Fischfang die Haupteinnahmequelle für die ansässige Bevölkerung. Es ist bekannt, dass Rabigh bereits vor dem Aufkommen des Islam existierte. Jahrhunderte war das Gebiet in und um die Stadt unter seinem alten Namen al-Juhfah, auch al-Johfah genannt, bekannt. Zur Zeit Mohammeds war Rabigh ein häufiger Schauplatz von Überfällen der frühen Muslime auf die mekkanischen Karawanen, die durch die Region zogen, womit die Stadt eine bedeutende Rolle in der frühislamischen Zeit spielte. Im Sahīh al-Buchārī wurde aufgezeichnet, dass Mohammed Al-Juhfah als Miqat (Grenzort) für die Pilger bestimmte, die zu Haddsch und Umrah aus Ägypten und der Levante anreisten.
Nach der Entdeckung von Erdöl in Saudi-Arabien und der Fertigstellung der Ost-West-Pipeline wählte Saudi Aramco Rabigh als Standort für seine neue Raffinerie und einen Hafen. Der Bau der Raffinerie in Rabigh begann 1981, während der Regierungszeit von König Fahd. Das Joint Venture zwischen Saudi Aramco und dem japanischen Unternehmen Sumitomo Chemical, die Rabigh Refining and Petrochemical Company, auch bekannt als Petro Rabigh, wurde 2005 etabliert. Es betreibt die zweitgrößte integrierte Ölraffinerie und petrochemische Produktionsanlage in Saudi-Arabien. 2009 wurde ein großer Campus der König-Abdullah-Universität für Wissenschaft und Technologie erbaut und seit 2005 entsteht in der Umgebung der Stadt die King Abdullah Economic City.

## Einwohner
Bei der Volkszählung 2022 wurden 72.928 Einwohner in der Stadt gezählt, davon waren knapp 48 Prozent Ausländer und knapp 52 Prozent Saudis. Im gesamten Gouvernement (Muḥafaẓat) Rabigh, welche die King Abdullah Economic City enthält, lebten knapp 112.000 Menschen.
| Jahr | Einwohnerzahl |
| ---- | ------------- |
| 1992 | 31.963        |
| 2004 | 40.796        |
| 2010 | 55.304        |
| 2022 | 72.928        |

## Infrastruktur
Der Highway 5, die westlichste Nord-Süd-Autobahn Saudi-Arabiens, führt durch Rabigh und bietet Zugang zu Yanbu, Umluj, Duba (am Hafen von Duba gibt es eine Fähre nach Ägypten), Tabuk und Jordanien sowie zu Dschidda, Mekka, Abha und Dschāzān im Süden. Ein Anschluss an den Highway 60 bei Yanbu verbindet Rabigh mit Medina, Riad und die Provinz Qassim. Rabigh befindet sich außerdem an der Bahnstrecke Medina–Mekka. Der nächstgelegene Flughafen ist der Flughafen Dschidda, knapp 130 Kilometer südlich der Stadt.
Oberhalb liegt die Talsperre Rabigh.

## Sehenswürdigkeiten
Das Rote Meer beherbergt viele Korallenriffe und ist daher Standort mehrerer Meeresschutzgebiete, von denen sich viele in Küstennähe befinden.